# Maison de la Forêt-Noire
Pour les articles homonymes, voir Forêt Noire.
Une ferme de Forêt-Noire ou maison de Forêt-Noire (Schwarzwaldhaus, en allemand) est une ferme-chalet agricole traditionnelle ancestrale du massif montagneux de la Forêt-Noire, du Bade-Wurtemberg, dans le Sud-Ouest de l'Allemagne.

## Architecture
Ces fermes-maisons « monobloc » traditionnelles sont des variantes des chalets des Alpes ou des fermes comtoises ou habitations traditionnelles du Jura du massif du Jura, adaptées aux hivers rigoureux et aux conditions climatiques montagnardes de la Forêt-Noire, avec de forts potentiels de chutes de neige, ou de charges de vent, en réunissant sous un même toit pour l'hiver, des pièces d'habitation et de travail, et des étables et greniers à fourrage pour les animaux d'élevage. 
La superstructure en grande partie en pierre et en bois de ses demeures massives repose généralement sur un sous-sol en pierre naturelle de protection contre l'humidité. La toiture caractéristique est formée par deux longs pans en croupe ou demi-croupe qui descendent jusqu'au niveau du rez-de-chaussée, ombrageant les murs de la maison en été, et les réchauffant en hiver, lorsque le soleil est beaucoup plus bas. Les toits en tuiles sont à l'origine généralement couverts de chaume dans les vallées, ou de bardeaux de bois dans les régions hautes de la Forêt-Noire, où prédominent l'élevage bovin et la sylviculture. 

Quelques exemples typiques
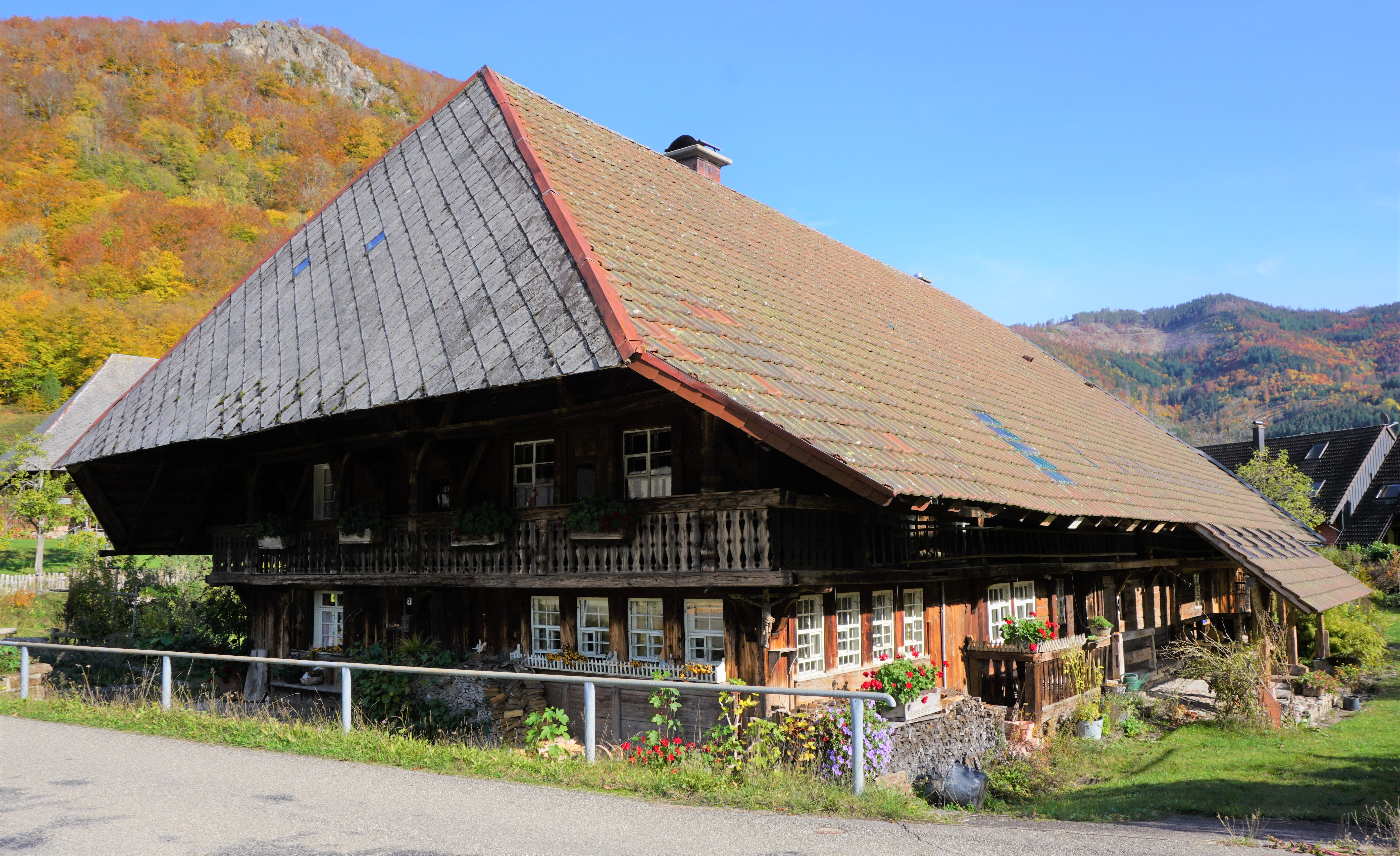
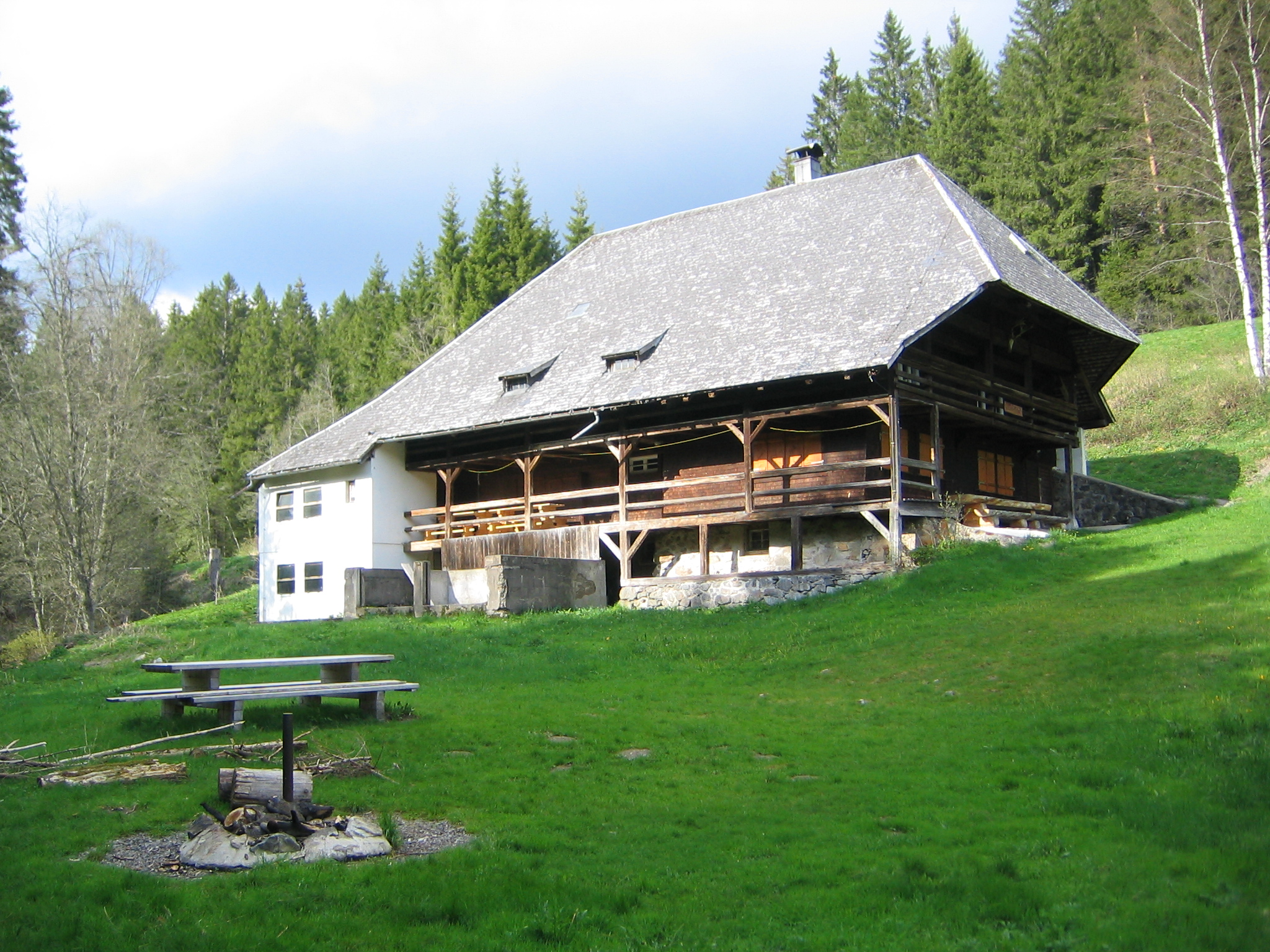
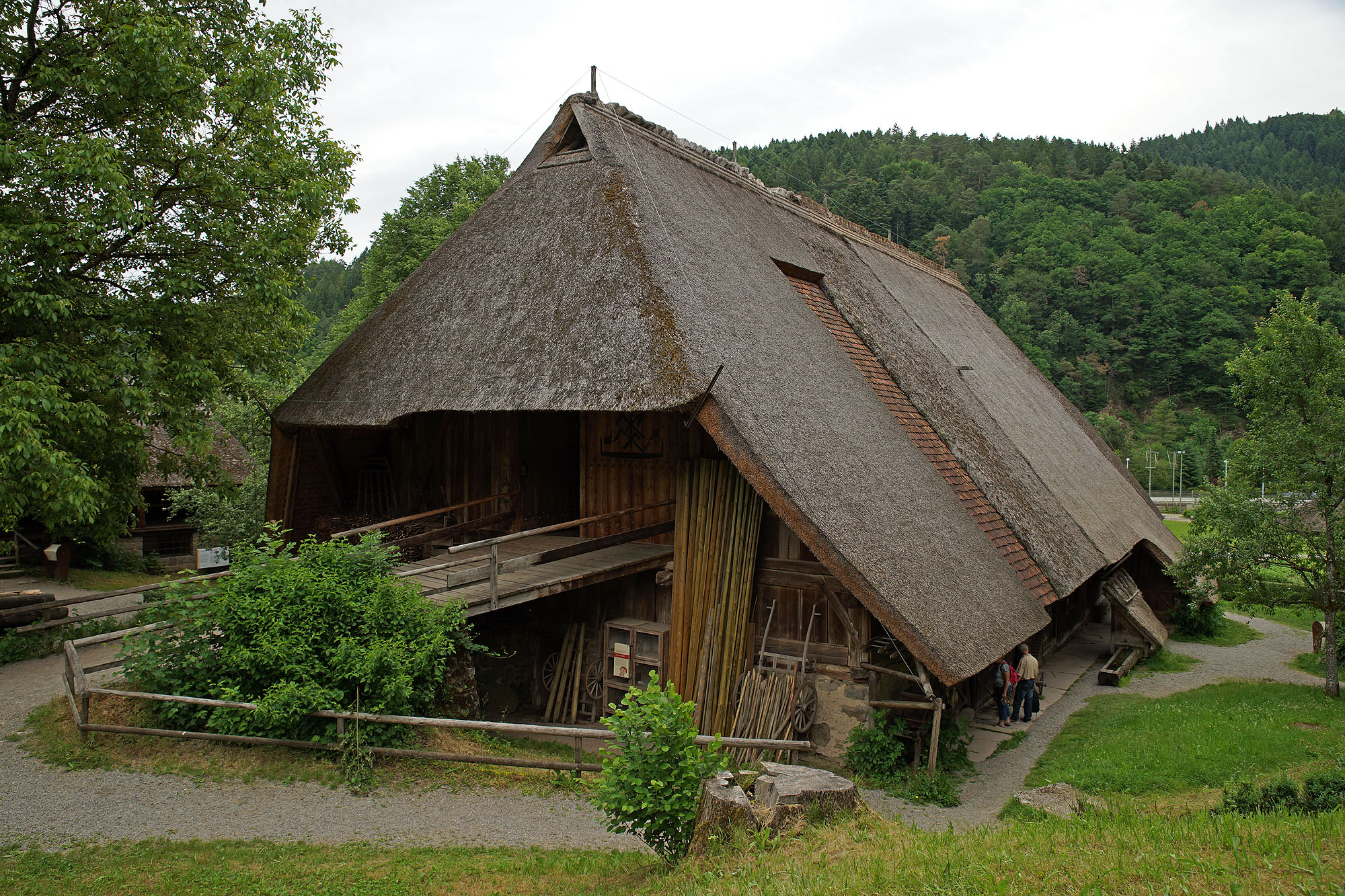
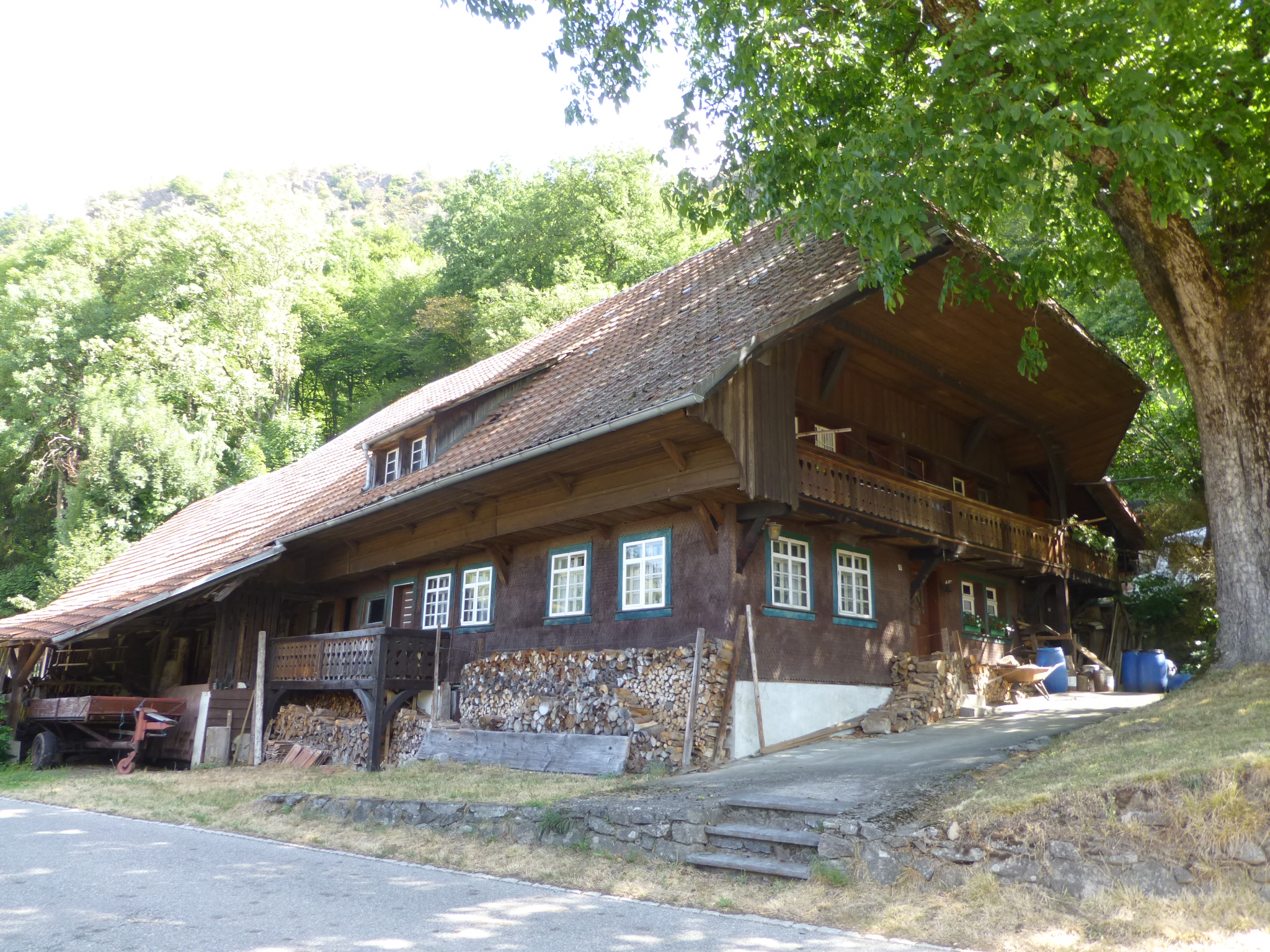
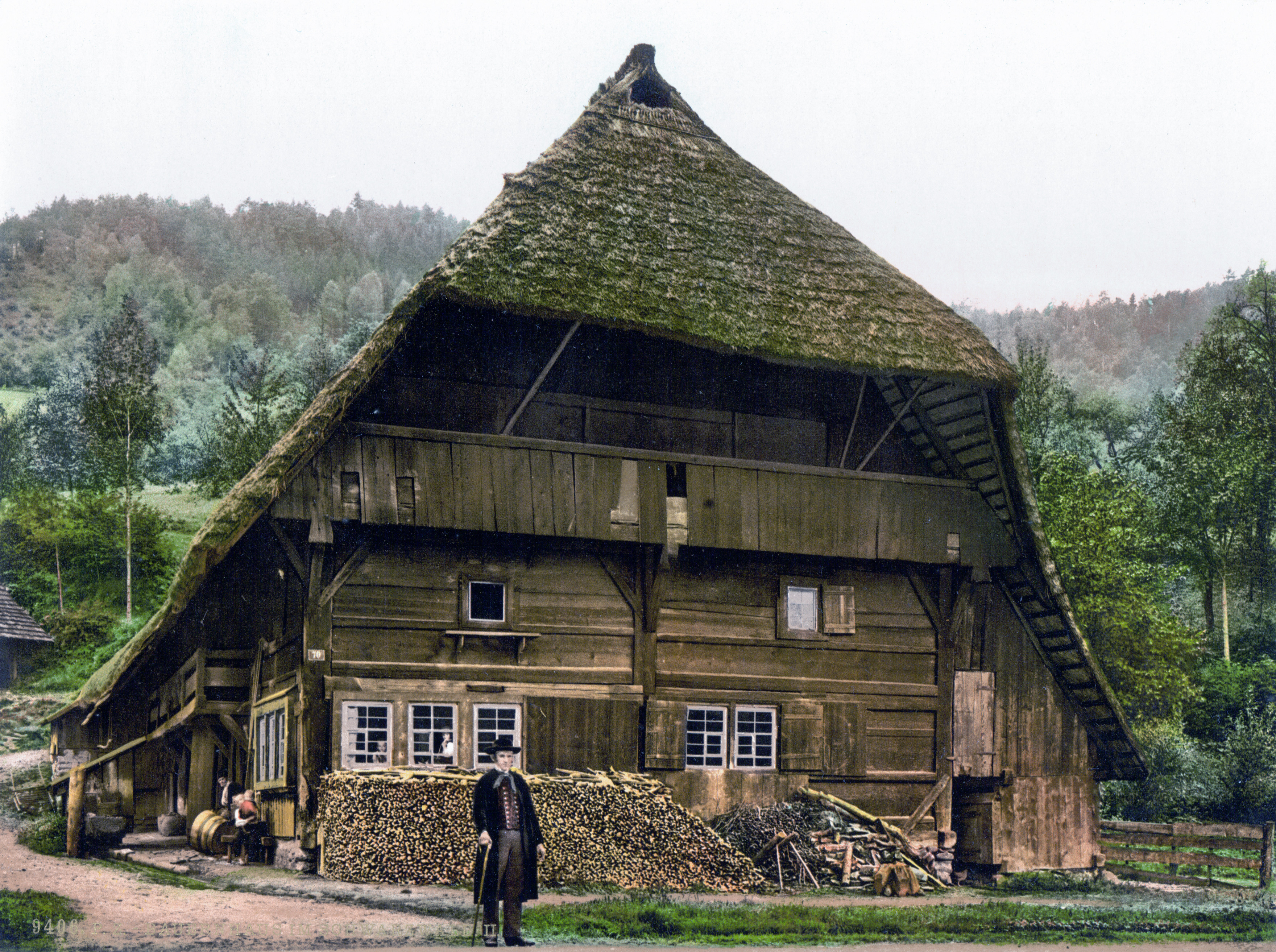
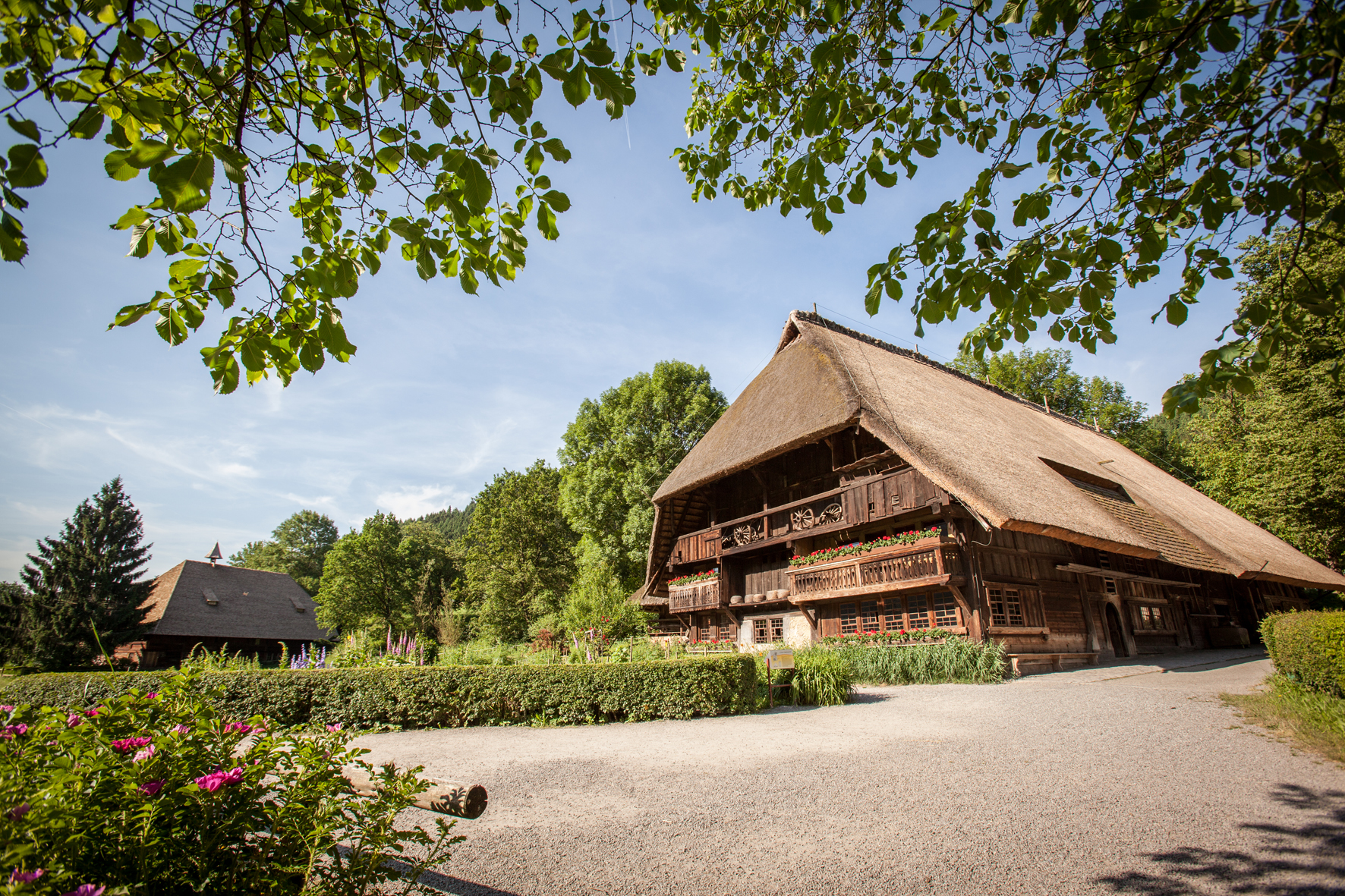
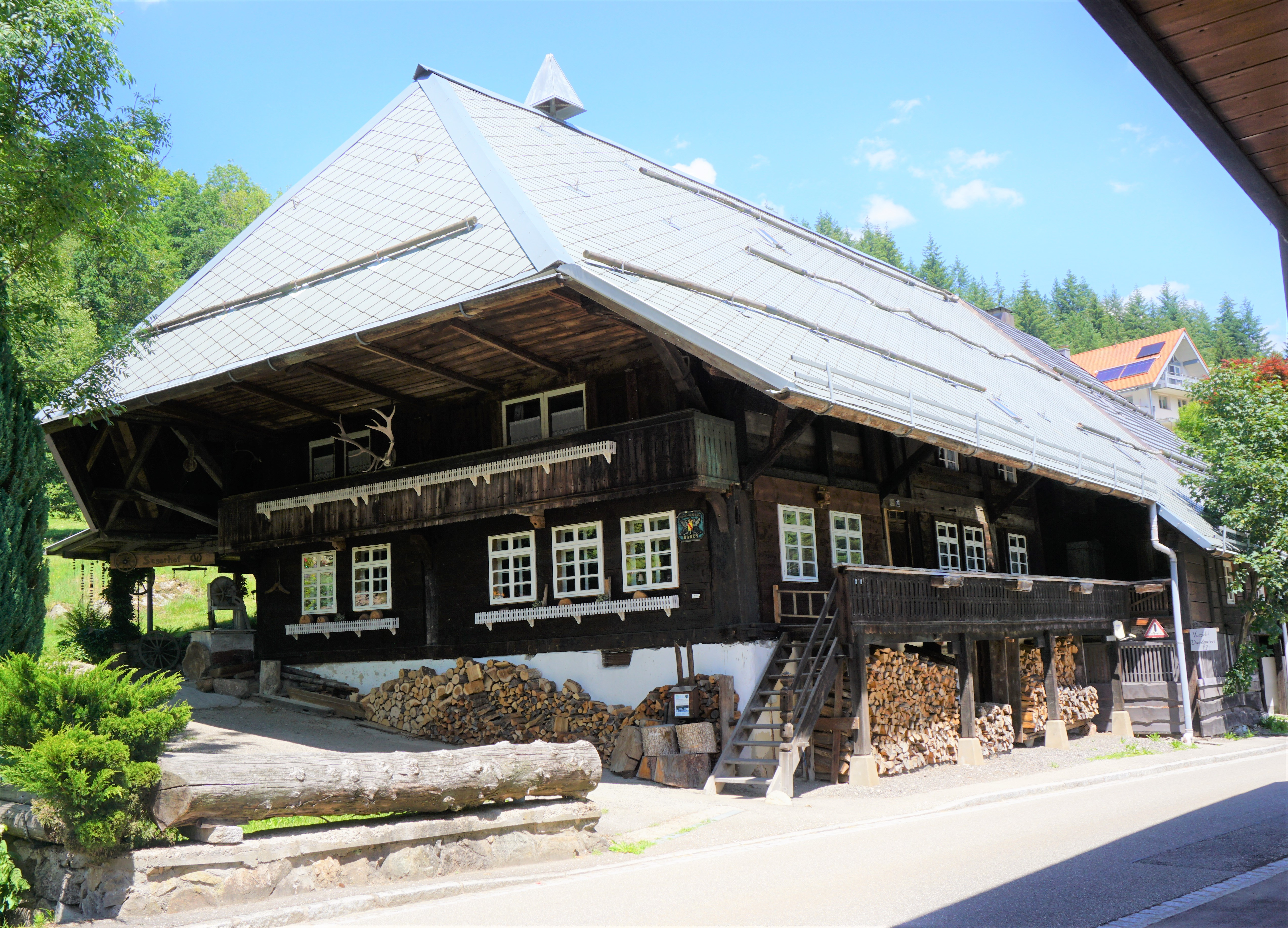
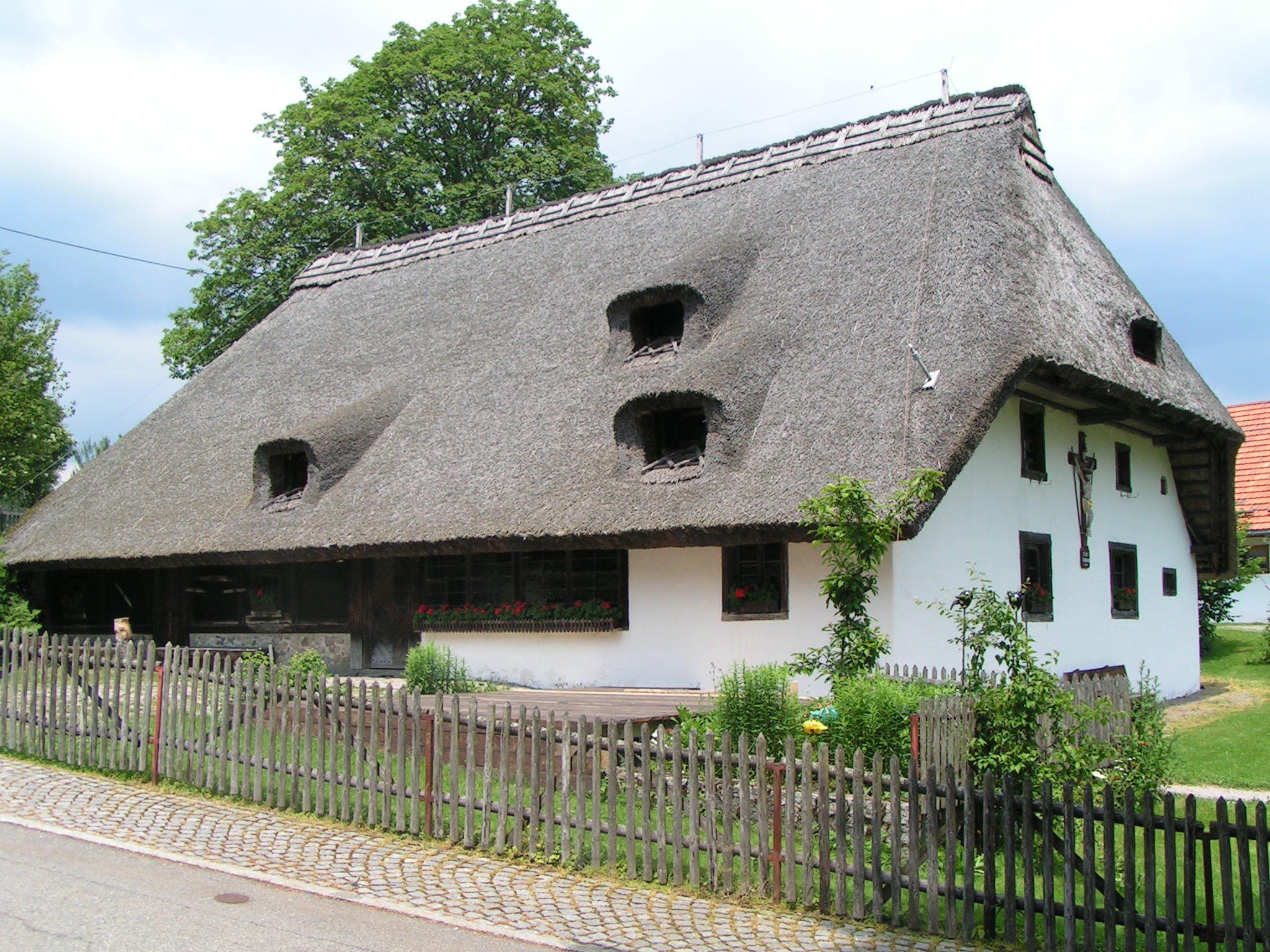
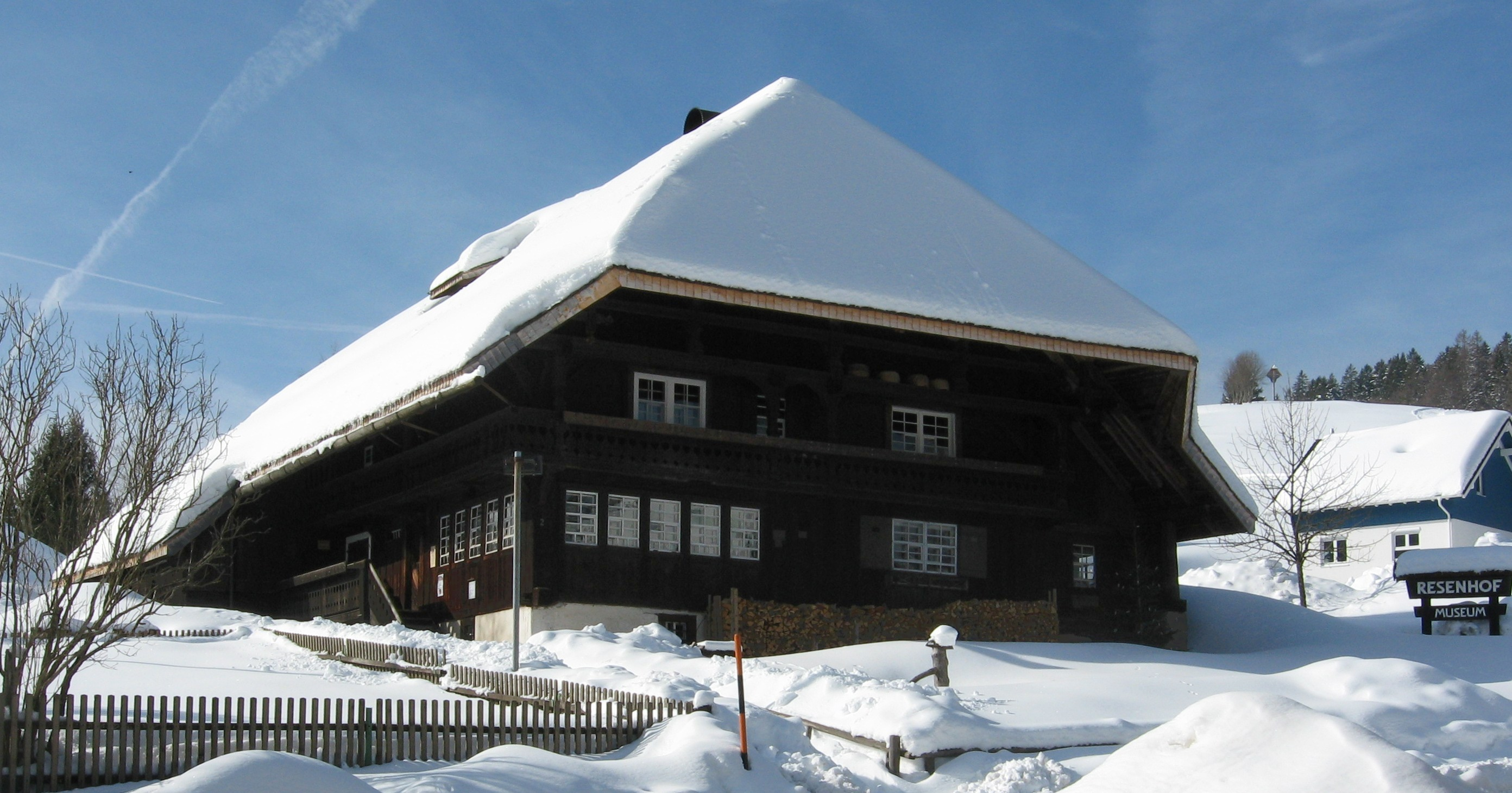
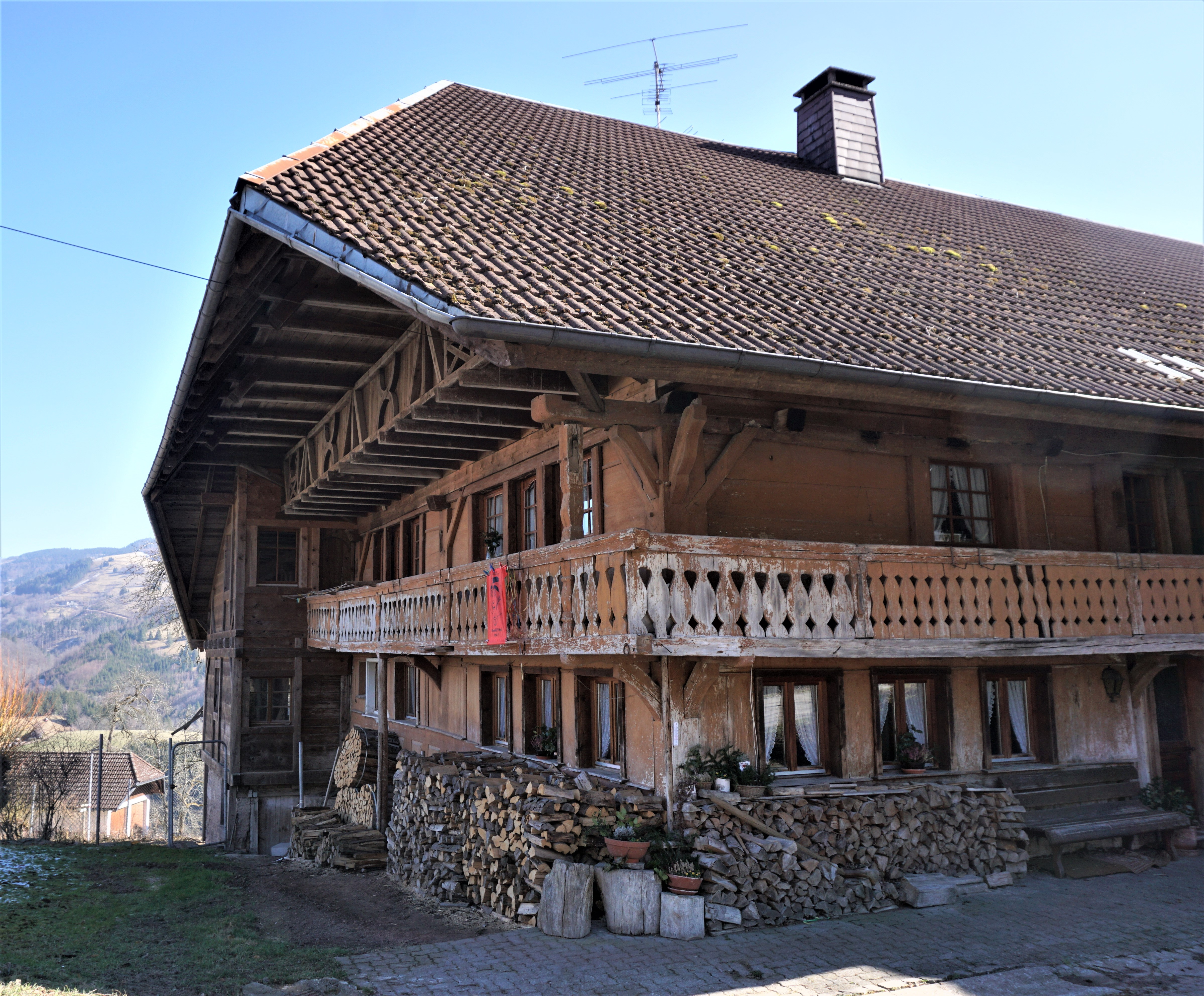

Les espaces de vie et de travail sont réunis dans le même bâtiment, généralement constitué de trois étages, avec diverses orientations des pièces d'habitation selon les zones de la Forêt-Noire (face aux pentes de colline, ou vers la vallée) :
- rez-de-chaussée : 
  - entrée principale (généralement à l’arrière, du côté versant de la montagne)
  - cave en pierre naturelle (pour protéger le bâtiment de l'humidité du sol) et lieu de stockage frais pour les denrées périssables
- premier étage : 
  - pièces à vivre : cuisine avec un poêle de masse à bois (kachelofen) et chambres au dessus, séjour rustique généralement chaleureux.
  - étable à bétail et écurie (accès sur le côté) dont la chaleur animale contribue au chauffage de la maison en hiver
- second étage : 
  - chambres (au dessus de la cuisine et de son poêle à bois kachelofen)
  - lieux de travail : ateliers d'artisanat, de menuiserie, d'horloger, entrepôts du bois
- dernier étage : 
  - grenier à fourrage, généralement accessible par une rampe ou une passerelle depuis la pente ascendante derrière la maison, avec des trappes à foin (Heuloch) pour faire tomber directement le fourrage dans les étables à bétail et écuries inférieures
- dépendances éventuelles à proximité de la ferme.

Quelques intérieurs traditionnels rustiques
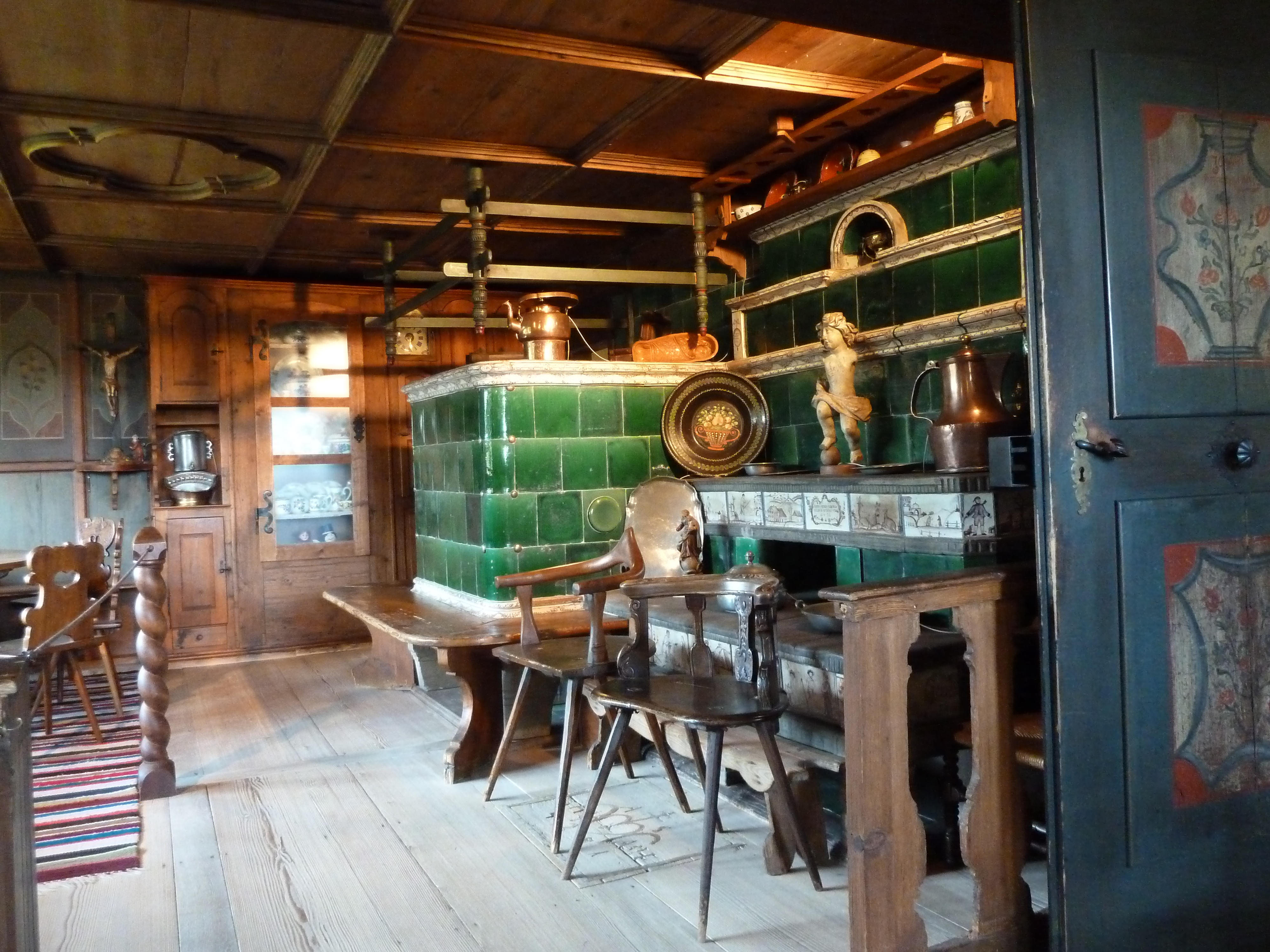
Poêle à bois kachelofen
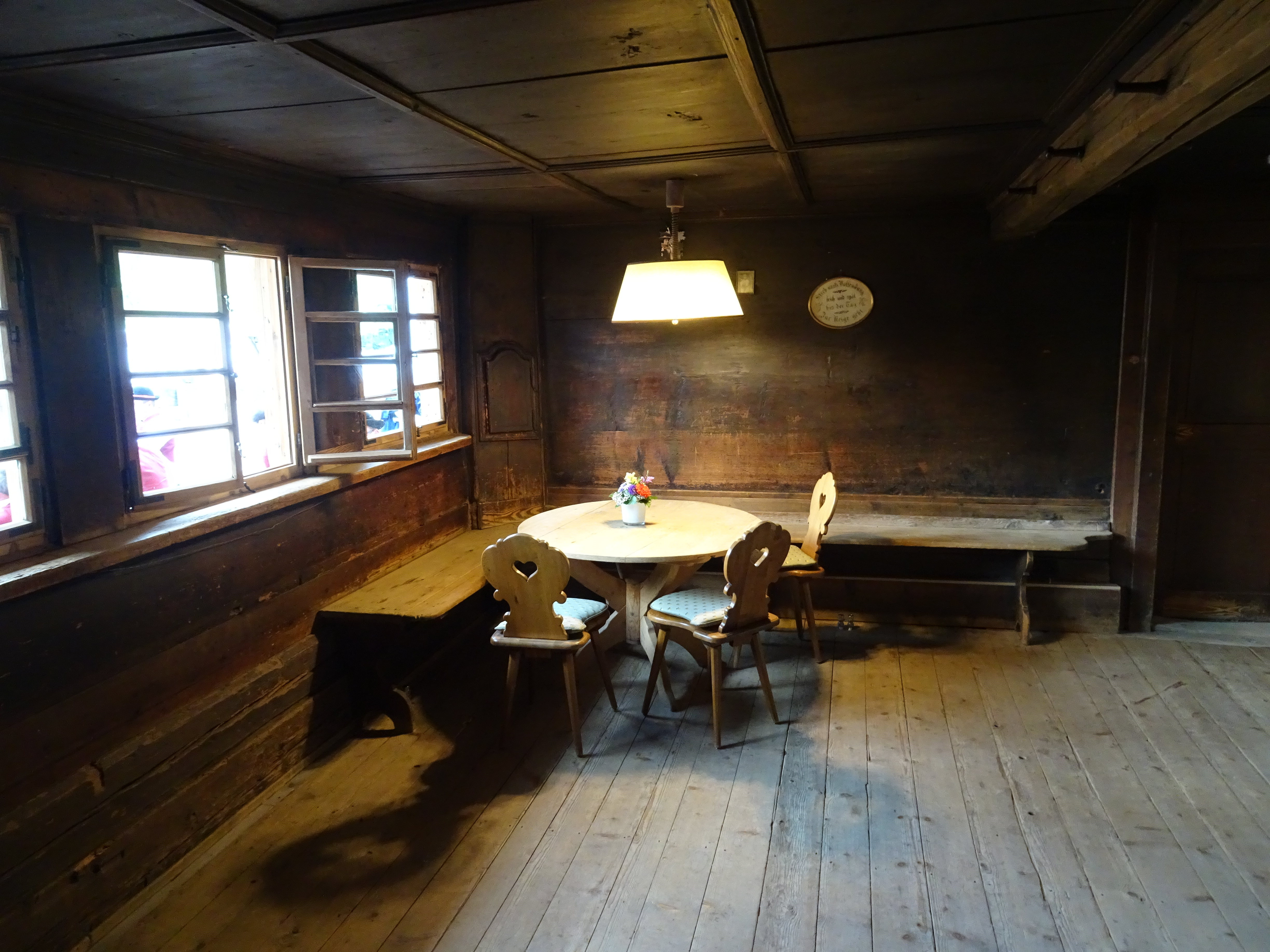
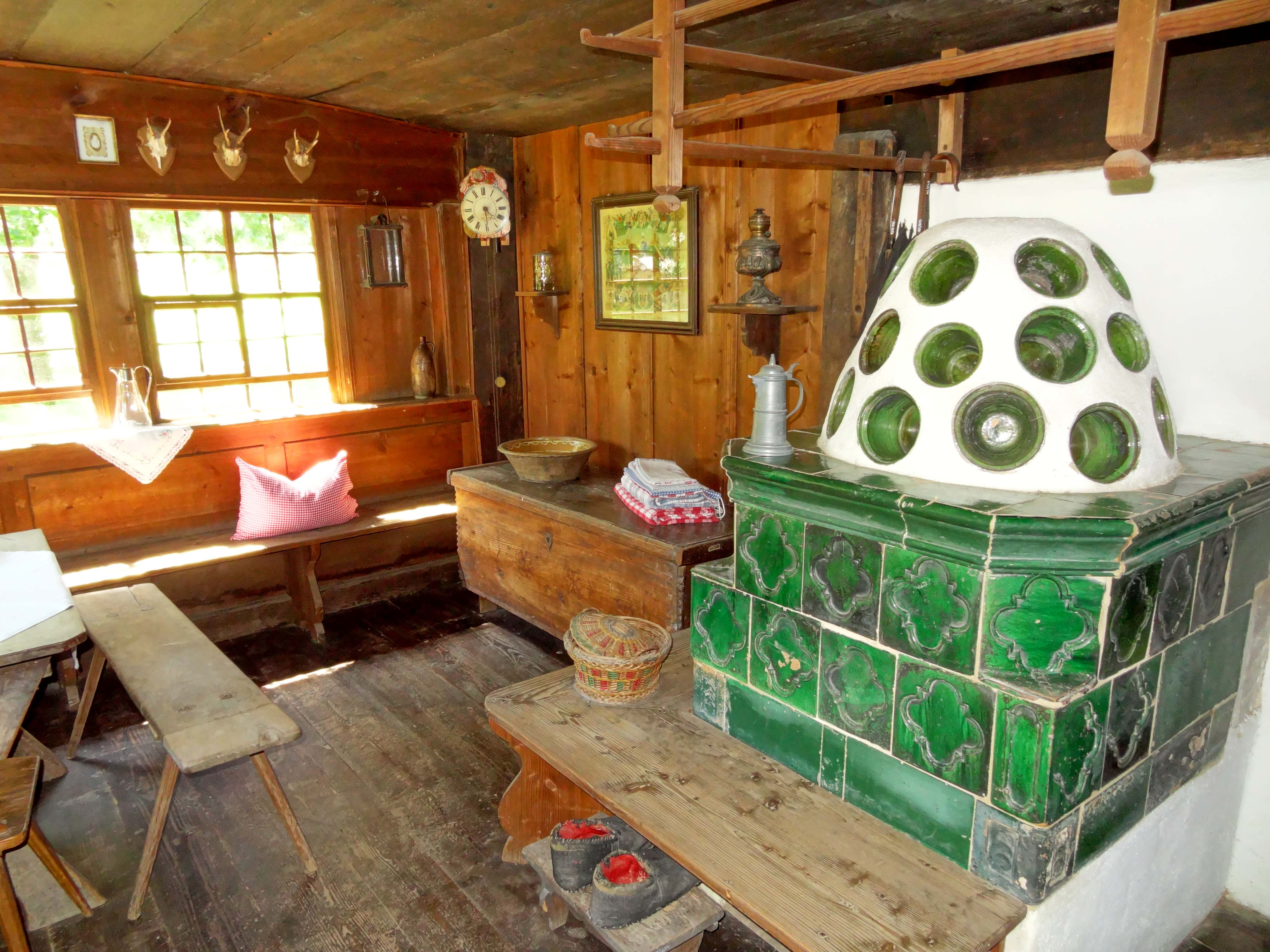
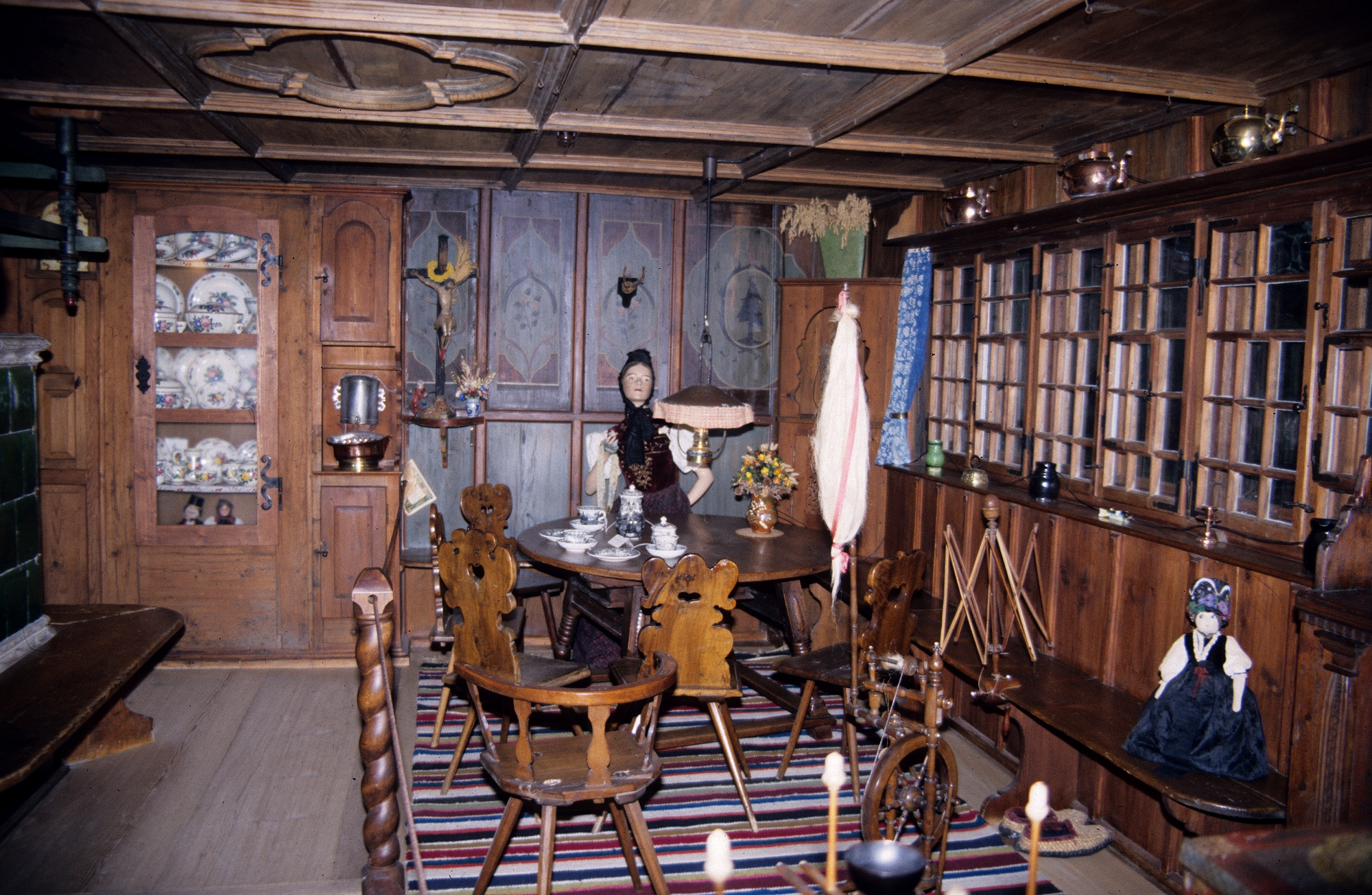
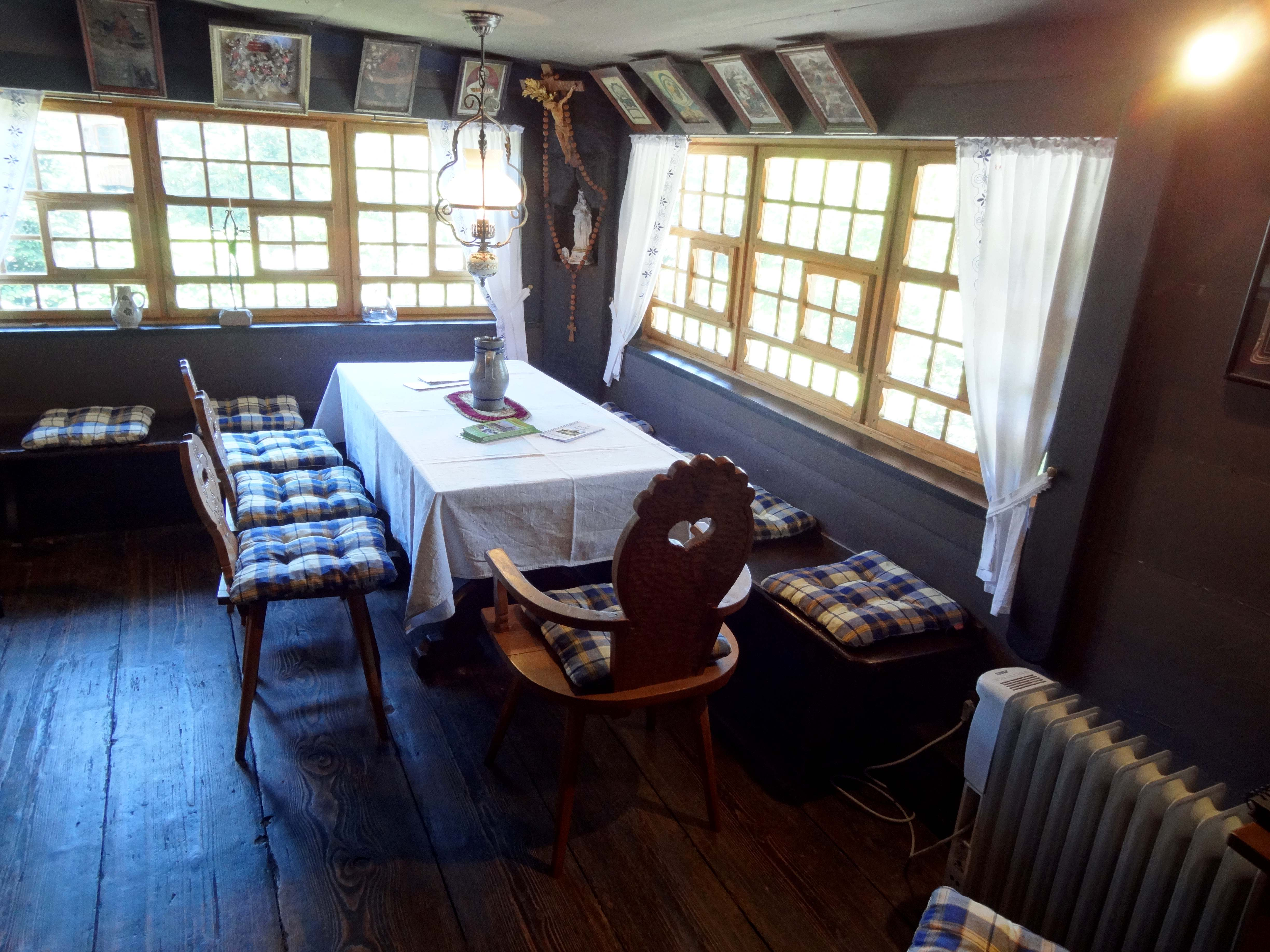
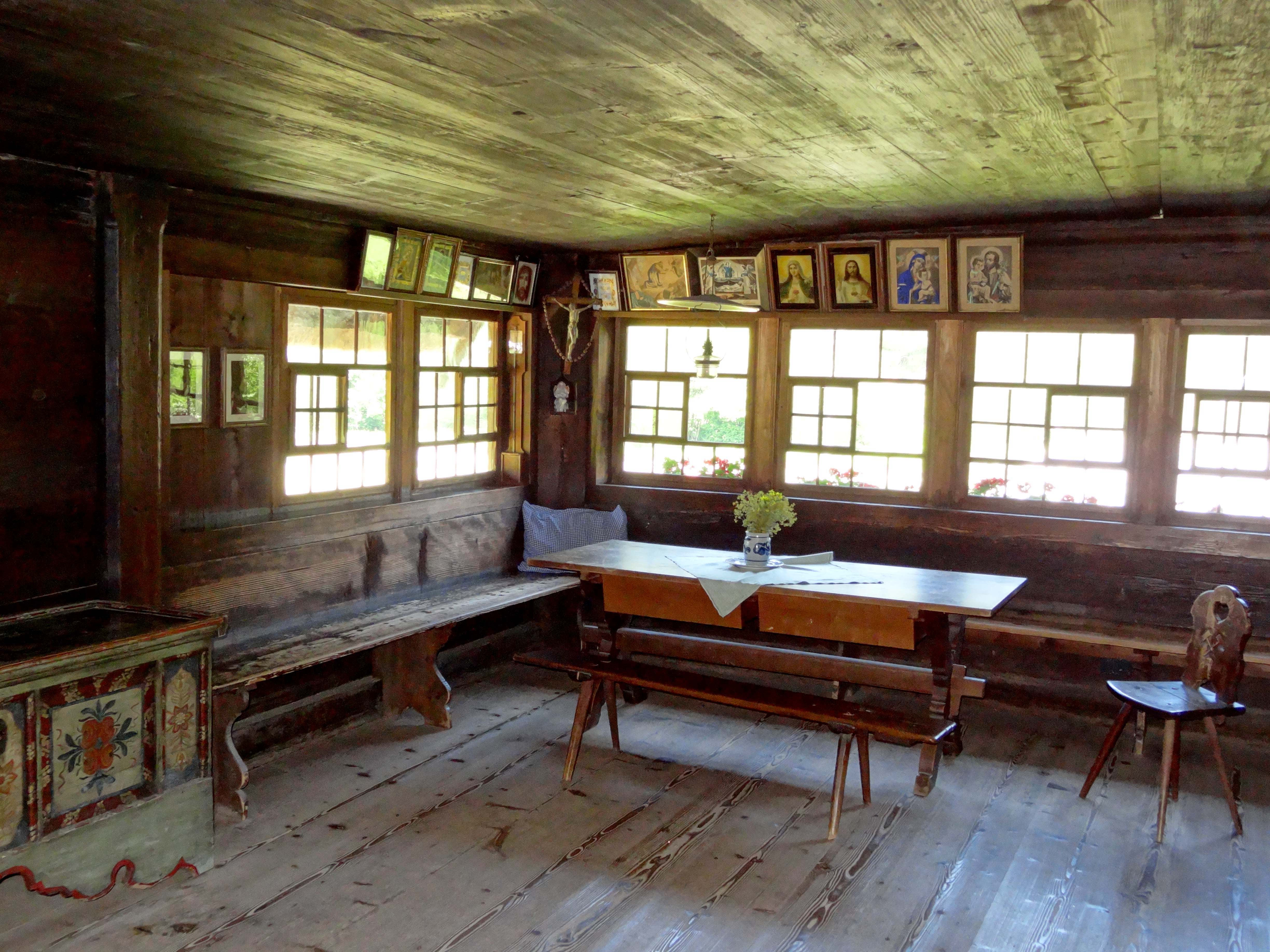
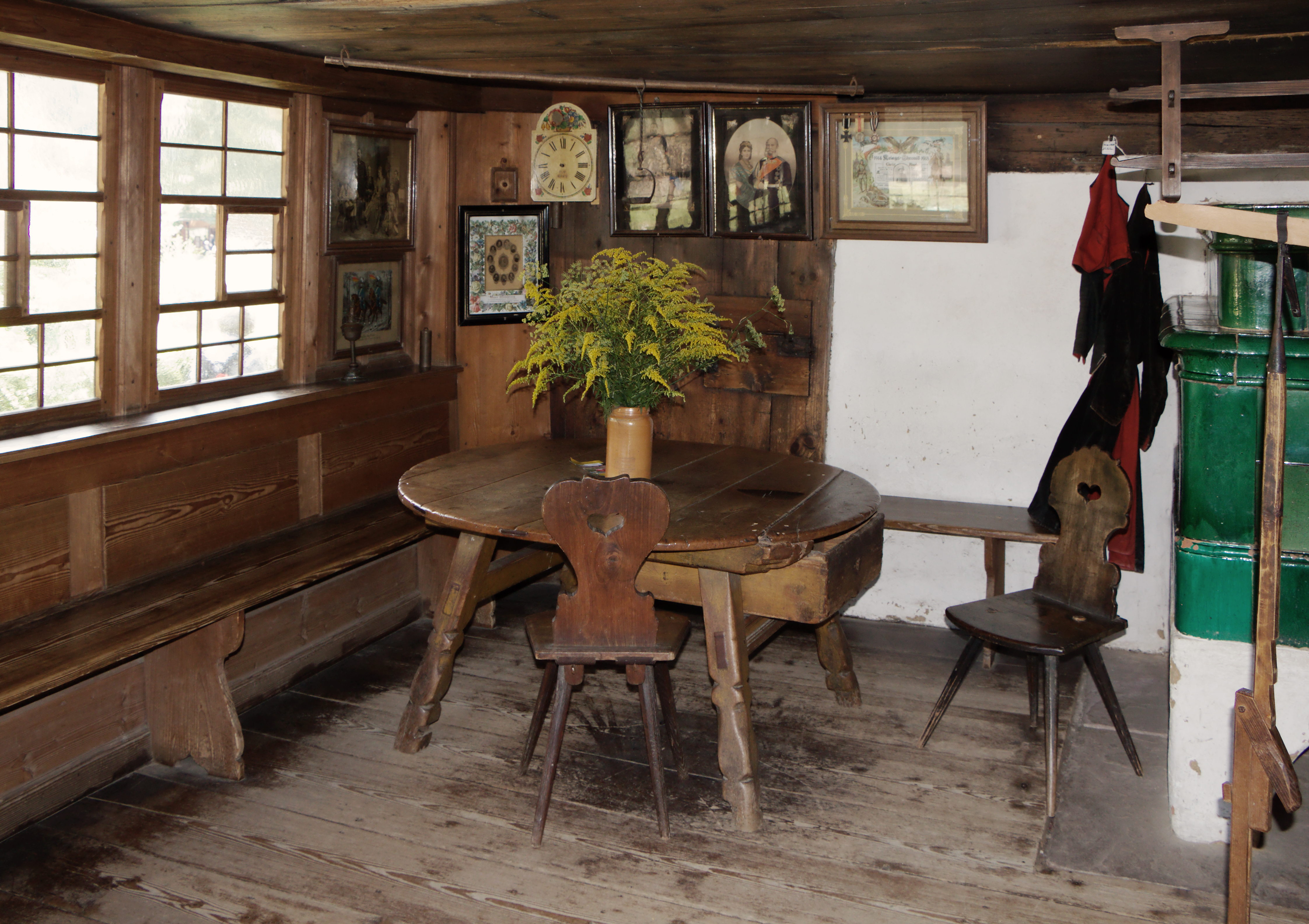
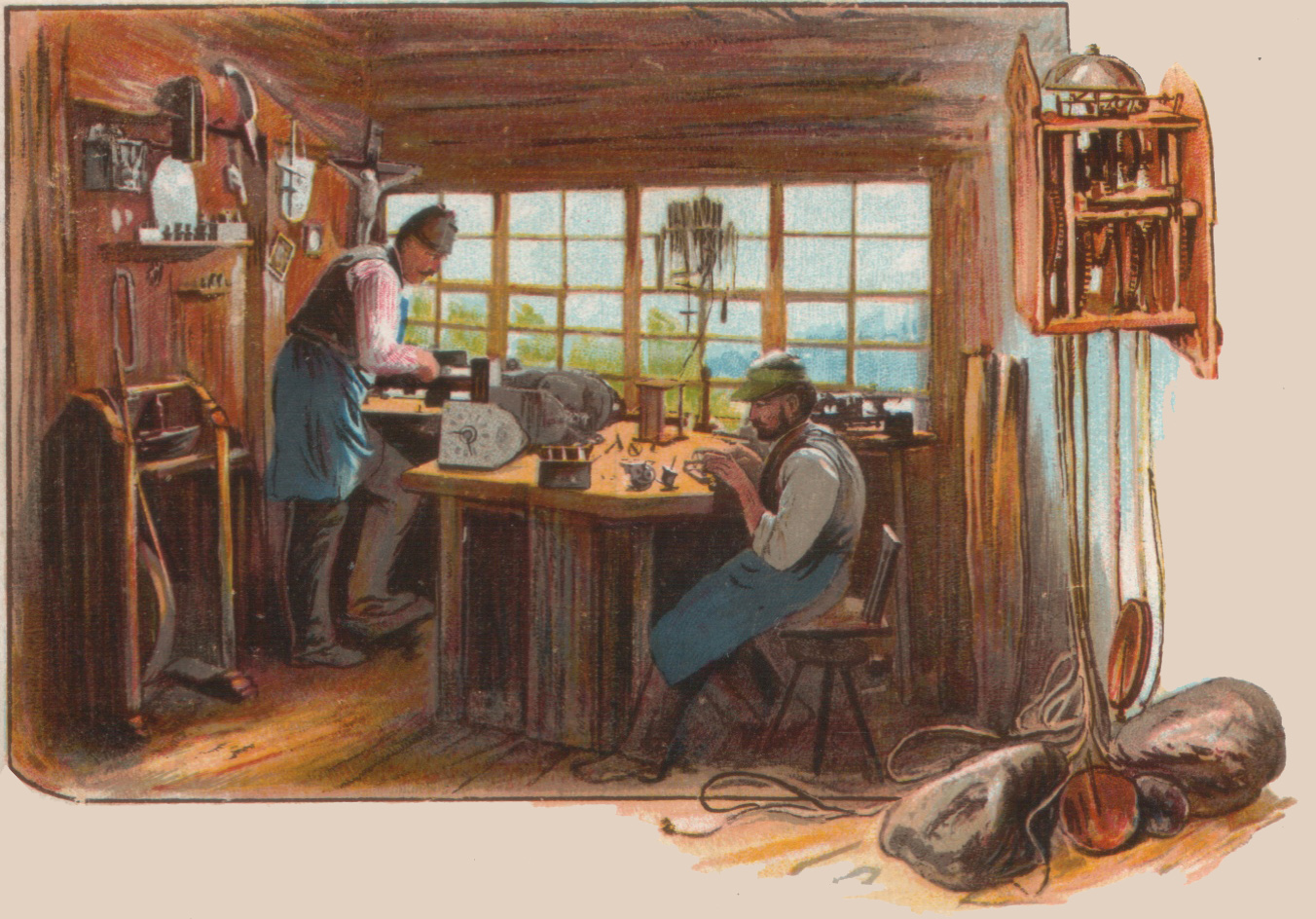
Atelier d'horlogerie

## À ce jour
Ces nombreuses maisons-fermes de la Forêt-Noire (parfois vieilles de plus de 400 ans) sont encore exploitées. Elles sont à ce jour généralement modernisées, avec parfois des silos et étables modernes extérieurs, aux normes d'exploitation actuelles, et avec parfois des chambres d'hôtes pour le tourisme.

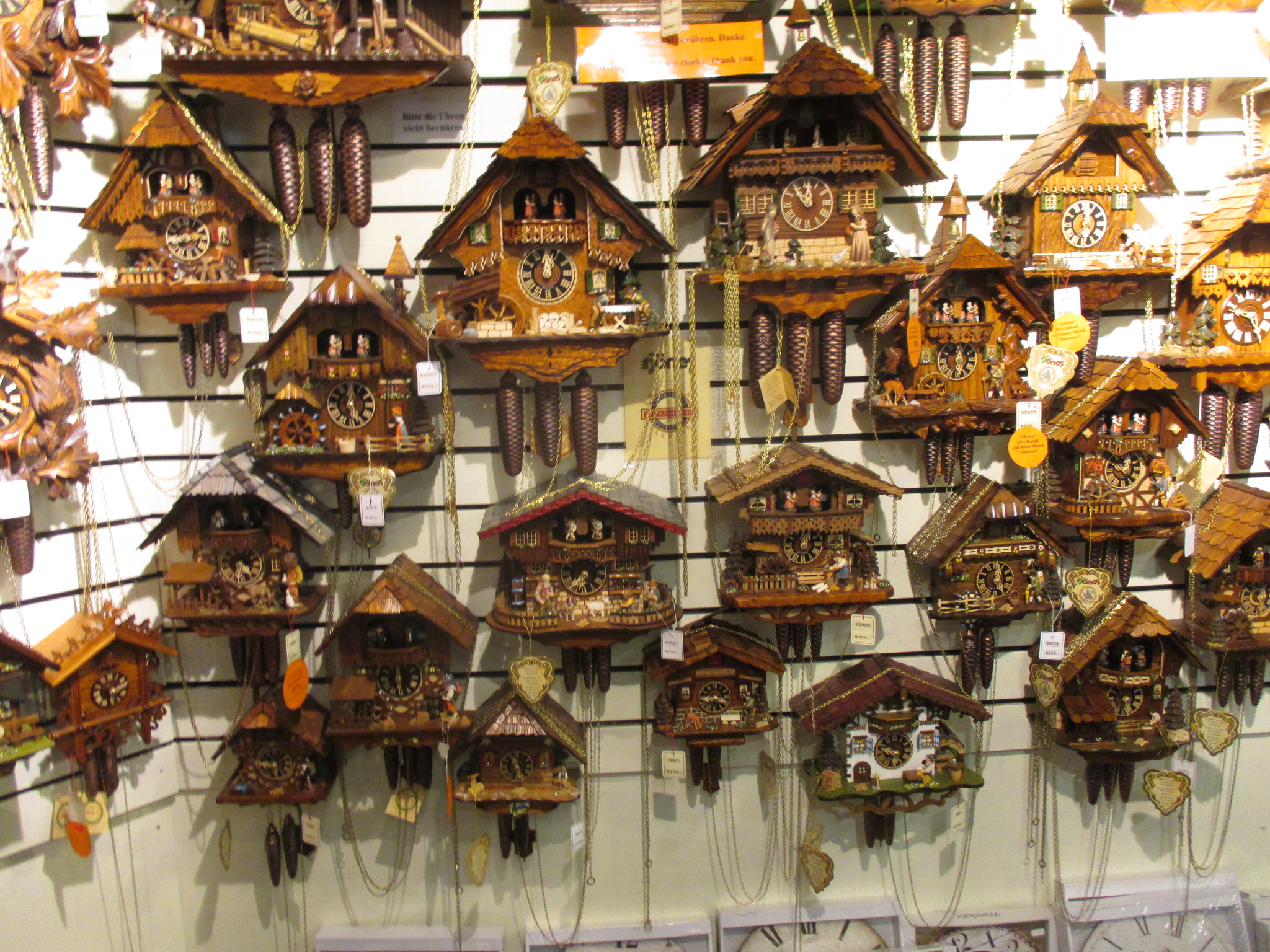

## Pendules à coucou
Les pendules à coucou traditionnelles des horlogers de la Forêt-Noire (en) reprennent traditionnellement les formes miniaturisées des fermes-maisons de la Forêt-Noire.

## Quelques écomusées
- Musée de plein air Vogtsbauernhof
- Parc naturel de la Forêt-Noire méridionale

## Quelques variantes
- Chalet
- Raccard
- Ferme comtoise
- Cabane en rondins
- Habitation traditionnelle du Jura
- Construction en bois massif empilé